# Grotenbeck
Die Ortslage Grotenbeck im Wohnquartier Vohwinkel-Mitte im Wuppertaler Stadtbezirk Vohwinkel geht auf eine alte Hofschaft zurück. Die Ortslage ist ganz in der Bebauung des 20. Jahrhunderts aufgegangen, es existieren jedoch noch Gebäude mit historischer Bausubstanz.

## Etymologie
Die Herkunft des Namens Grotenbeck bzw. Grotenbecke stammt von ndt. grot ‚groß‘ und beek ‚Bach‘. Mit ‚Großer Bach‘ ist hier wohl der Rottscheidter Bach gemeint, der heute verrohrt unterhalb der Kaiserstraße geführt wird.

## Geschichte
Grotenbeck ist 1312 bereits urkundlich belegt, 1433 wird Duv-Grotenbeck erwähnt.
Ein Weg, der auf der durch Erich Philipp Ploennies erstellten Karte Topographia Ducatus Montani von 1715 eingezeichnet ist, führte von Süden von Gräfrath kommend über Roßkamp über Nocken zur Ortslage, die als Grotenbec beschriftet ist. Der Weg setzte sich nach Thurn fort und führte zum Ortskern Sonnborns.
Heute führt die Vohwinkeler Hauptstraße, die Kaiserstraße in westöstlicher Lage durch die Vohwinkeler Senke und durch die Ortslage. Von dieser führt hier die Schillerstraße in nordöstlicher Richtung den nördlichen Hang der Senke hinauf.
Einige historische Häuser sind noch erhalten. In dem stumpfen Winkel zur Einmündung Schillerstraße stehen auf der Anhöhe die beiden Häuser Kaiserstraße 157 und Schillerstraße 1. Die als Baudenkmal geschützten Fachwerkhäuser stammen aus dem Ende des 18./Anfang des 19. Jahrhunderts. Zur anderen Straßenseite liegt das Doppelhaus Kaiserstraße 158/160, das ebenfalls als Baudenkmal geschützt ist. Ein weiteres historisches Gebäude ist das Fachwerkhaus Kaiserstraße 166.

## Die heutige Straße
Nach dieser Ortslage ist zwischen 1925 und 1928 Straße Grotenbecker Straße, südwestlich des Kerns der ursprünglichen Ortslage benannt. Zuvor war sie am 7. Juli 1904 als Schwerinstraße benannt.